# دانشگاه فنی چک در پراگ
دانشگاه فنی چک در پراگ دانشگاهی است در جمهوری چک که یکی از قدیمی‌ترین موسسه‌های تکنولوژی در اروپای مرکزی محسوب می‌شود. این دانشگاه همچنین قدیمی‌ترین دانشگاه غیر نظامی در اروپاست.

## نگارخانه

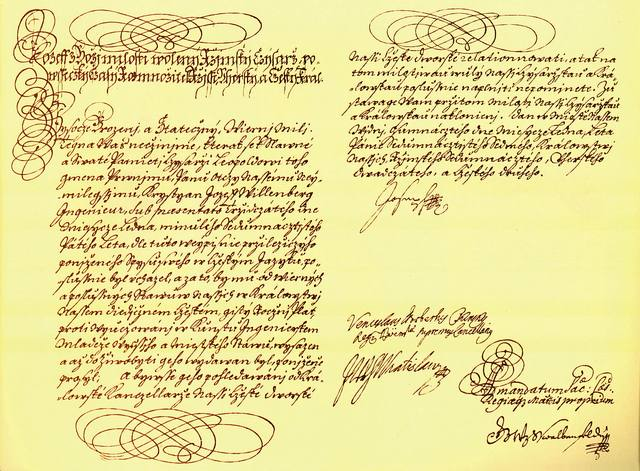
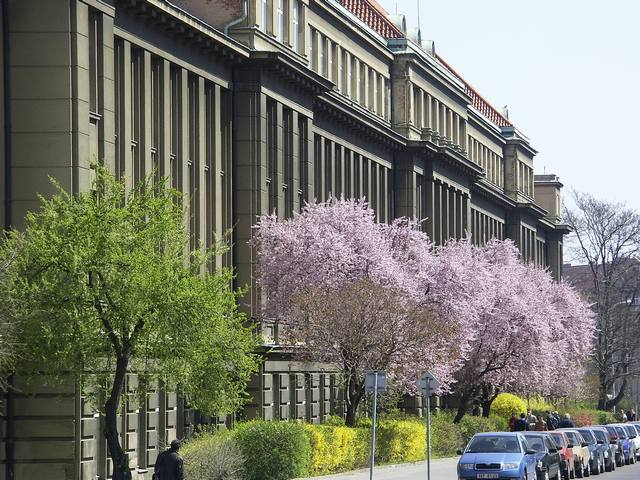
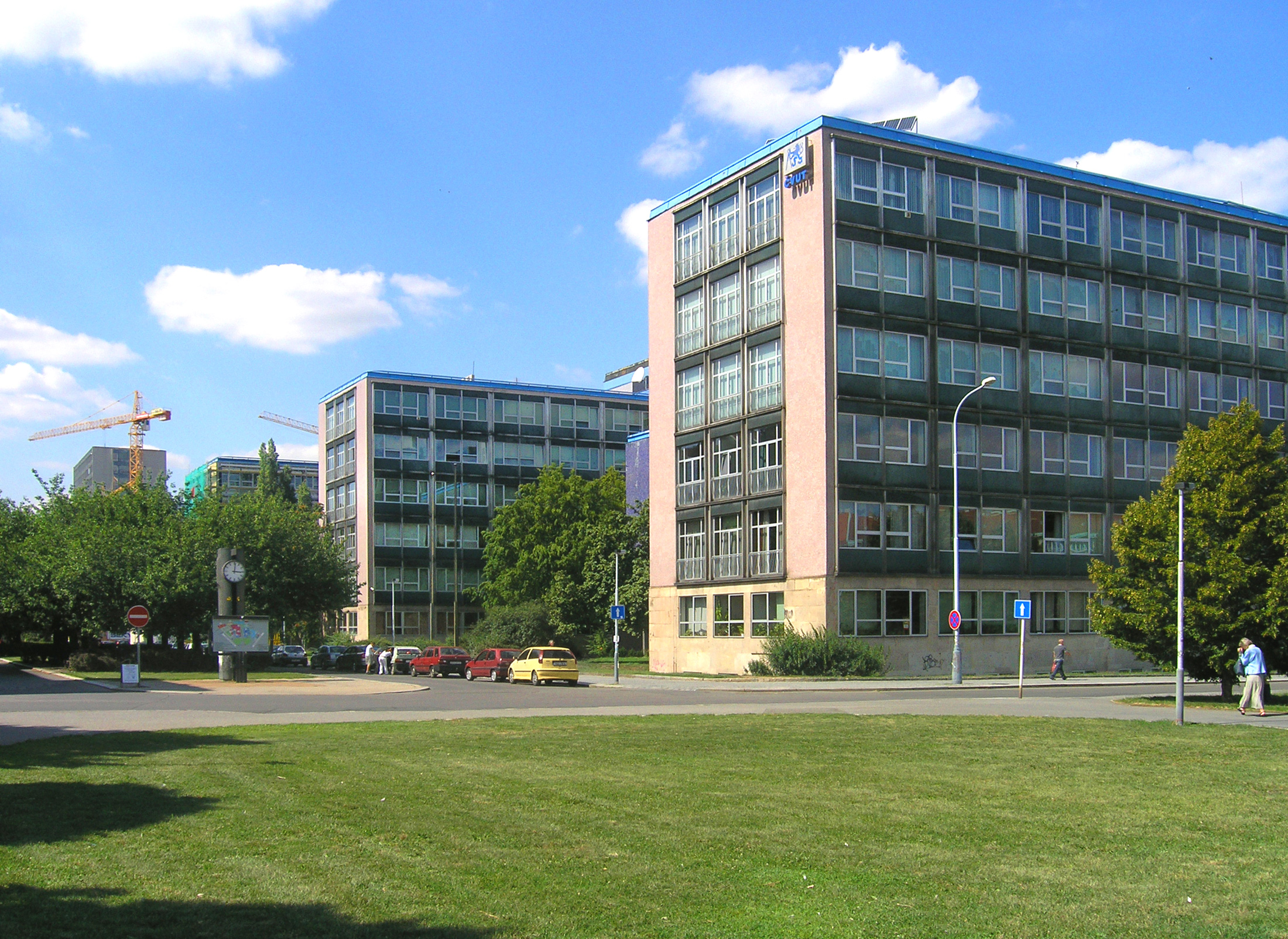
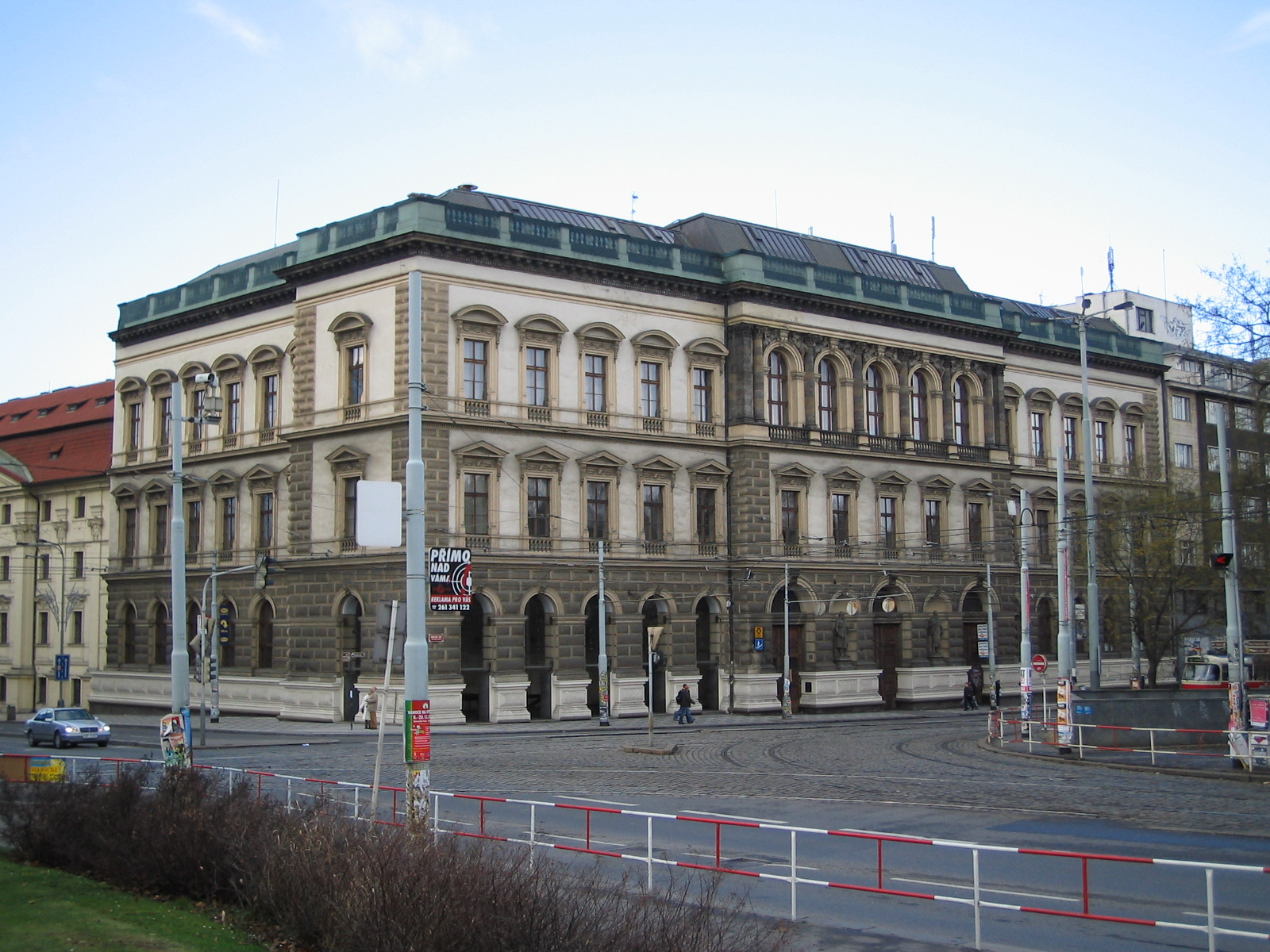
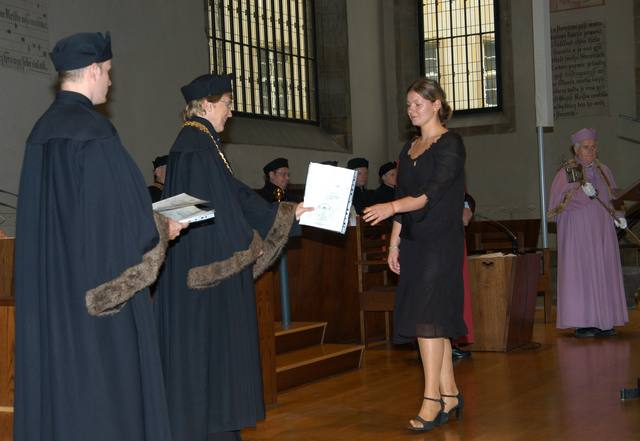
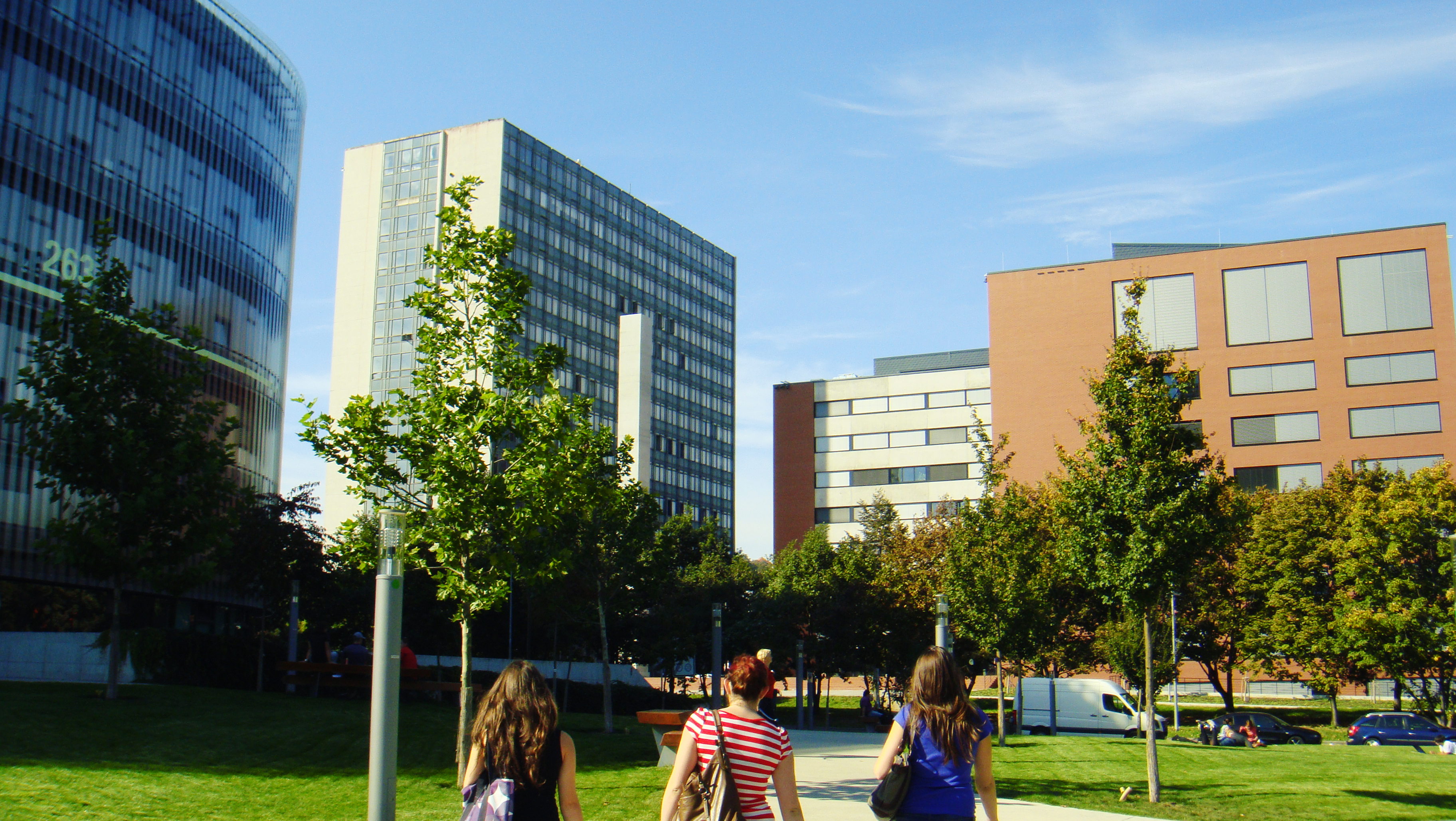
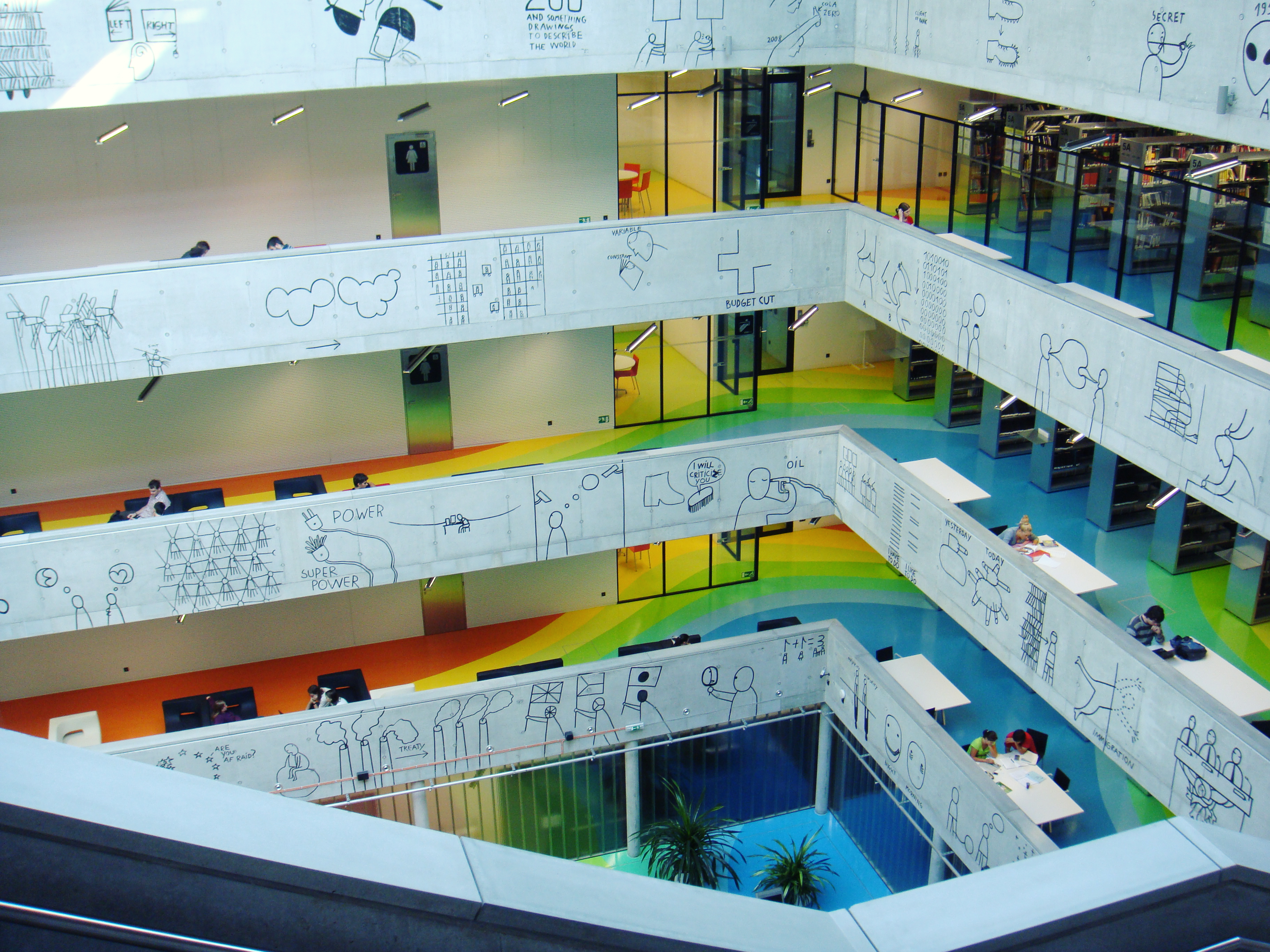

## لینک‌های مرتبط
- وبسایت رسمی